# Monastère de Séra
Pour les articles homonymes, voir Sera et Séra (homonymie).
Le monastère de Séra ou Sera (Tibétain: སེ་ར་; Wylie: Se-ra) (Se ra Theng chen gling) est l'une des trois grandes universités monastiques gelugpa du Tibet. Les deux autres grands monastères gelugpa sont Drepung et Ganden. « Séra » signifie « L’enclos des Roses ». Le monastère est à 5 km au nord du Jokhang à Lhassa, dans la région autonome du Tibet. Il est toujours en activité aujourd'hui mais un monastère de même nom a été refondé en exil, en Inde du Sud, à Bylakuppe.

## Histoire du monastère
Le monastère de Séra fut fondé en 1419, par Jamchen Chojey, un disciple de Tsongkhapa.
Comme les monastères de Drepung et Ganden, il comprenait trois collèges : 
- Séra Mey Dratsang, construit en 1419, où était donnée l'instruction fondamentale aux moines ;
- Séra Jey Dratsang, construit en 1435, qui était plus grand et réservé aux moines en voyage, surtout les moines mongols ;
- Ngagpa Dratsang, construit en 1559, qui était une école pour l'enseignement des tantras gelugpa.

En 1947, lors de la répression gouvernementale contre les partisans de l'ancien régent Réting Rinpoché, le monastère fut bombardé par les mortiers de l'armée tibétaine puis entièrement pillé par les soldats, si bien que pendant des semaines des objets précieux réapparurent dans les boutiques de Lhassa. Selon le gouvernement chinois, pour le bombardement du monastère, le gouvernement tibétain bénéficia de l'assistance de Reginald Fox, un espion et opérateur radio britannique. De nombreux moines furent tués par l'armée tibétaine pendant les combats qui durèrent deux semaines.
Séra abritait plus de 5 000 moines en 1959. Selon l'historien chinois Qingying Chen, lors du soulèvement de mars 1959 à Lhassa, la Conférence du peuple, créée dans l'après-midi du 10 mars par les insurgés et la plupart des ministres du gouvernement tibétain, décida l'envoi, au palais d'été au Norbulingka, de moines armés depuis Séra et Drepung pour protéger le dalaï-lama.
Bien que très endommagé lors de la répression gouvernementale contre les partisans de Reting en 1947, après l'intervention militaire chinoise au Tibet en 1959, puis sous la révolution culturelle (1966-1977), le monastère a été restauré et abritait environ 550 moines début 2008.
En 1985, on restitua aux moines un ensemble d'objets comprenant les 101 livres sacrés, des ivoires et des bois sculptés.
Selon un témoignage sous pseudonyme présenté par la journaliste Ursula Gauthier dans le Nouvel Observateur; après les troubles au Tibet, en juin 2008, il ne restait plus qu'une poignée de moines. En décembre 2008, il n'y en aurait qu'une centaine, les autres se trouveraient peut-être en prison à Nyintri dans le Kongpo (Est du Tibet) .

## Mur à thangkha

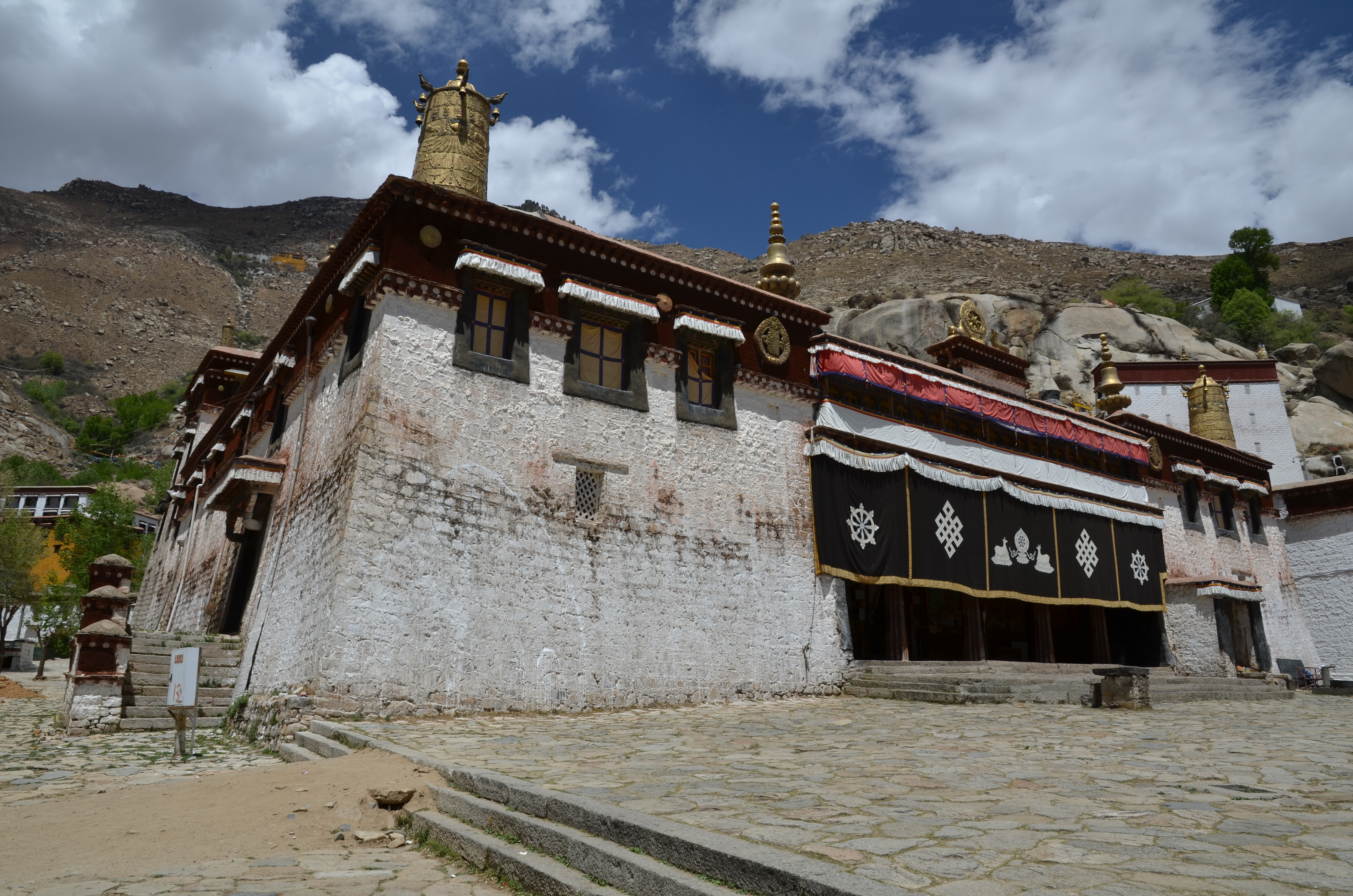
On aperçoit, sur la droite, le mur à thangka à l'arrière-plan (en 2011).

Près de l'ermitage de Chöding, lieu de retraite de Tsongkhapa avant la construction du monastère, se dresse un mur à thangka destiné à suspendre un thangka monumental représentant le bouddha lors de la fête du Shoton (« fête du yaourt »), qui a lieu au mois d'août (selon le calendrier grégorien),.

## Anciens élèves
- Lobsang Jinpa (journaliste)

## Galerie

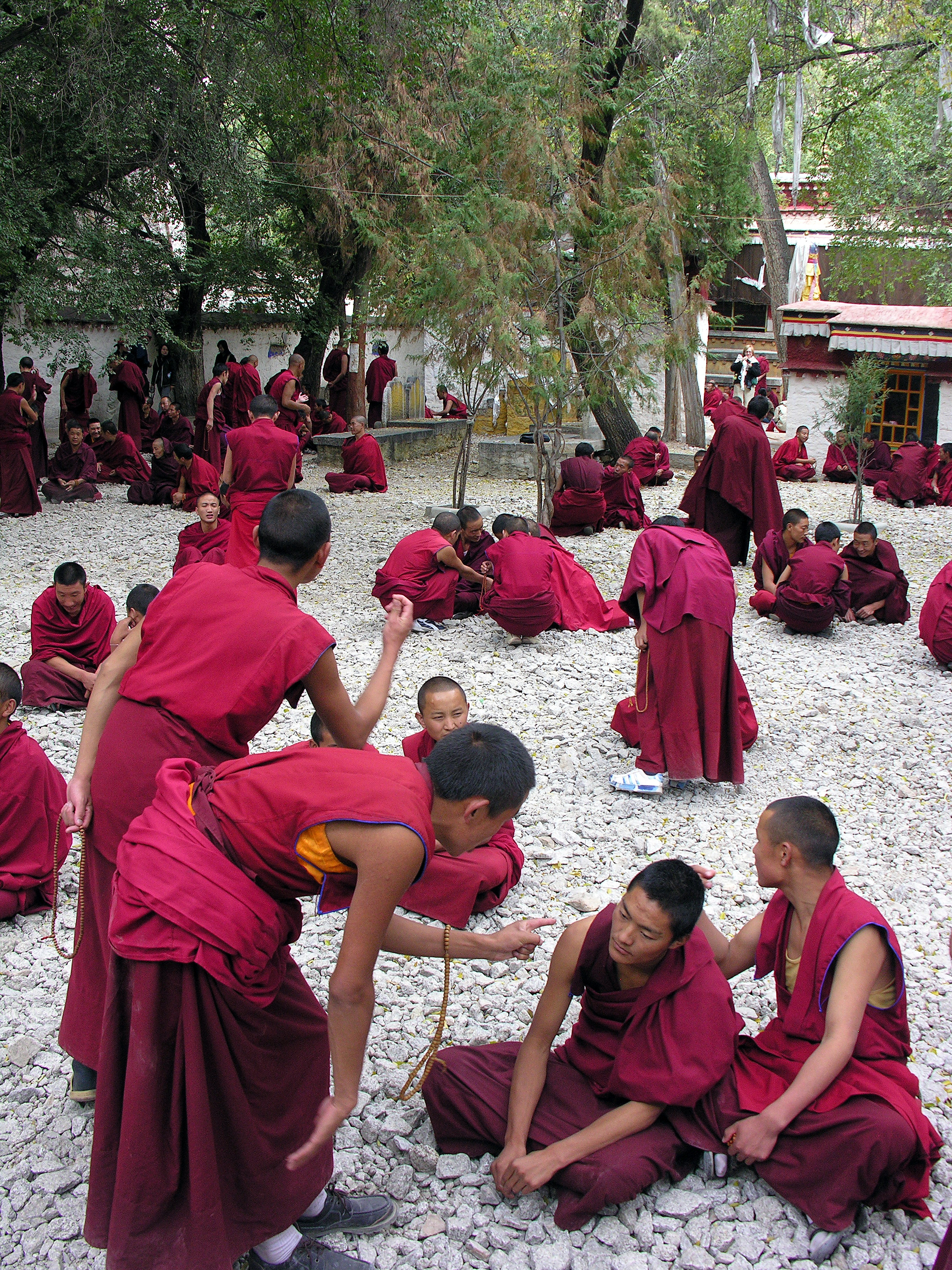
Moines en train de débattre après la méditation de l'après-midi.
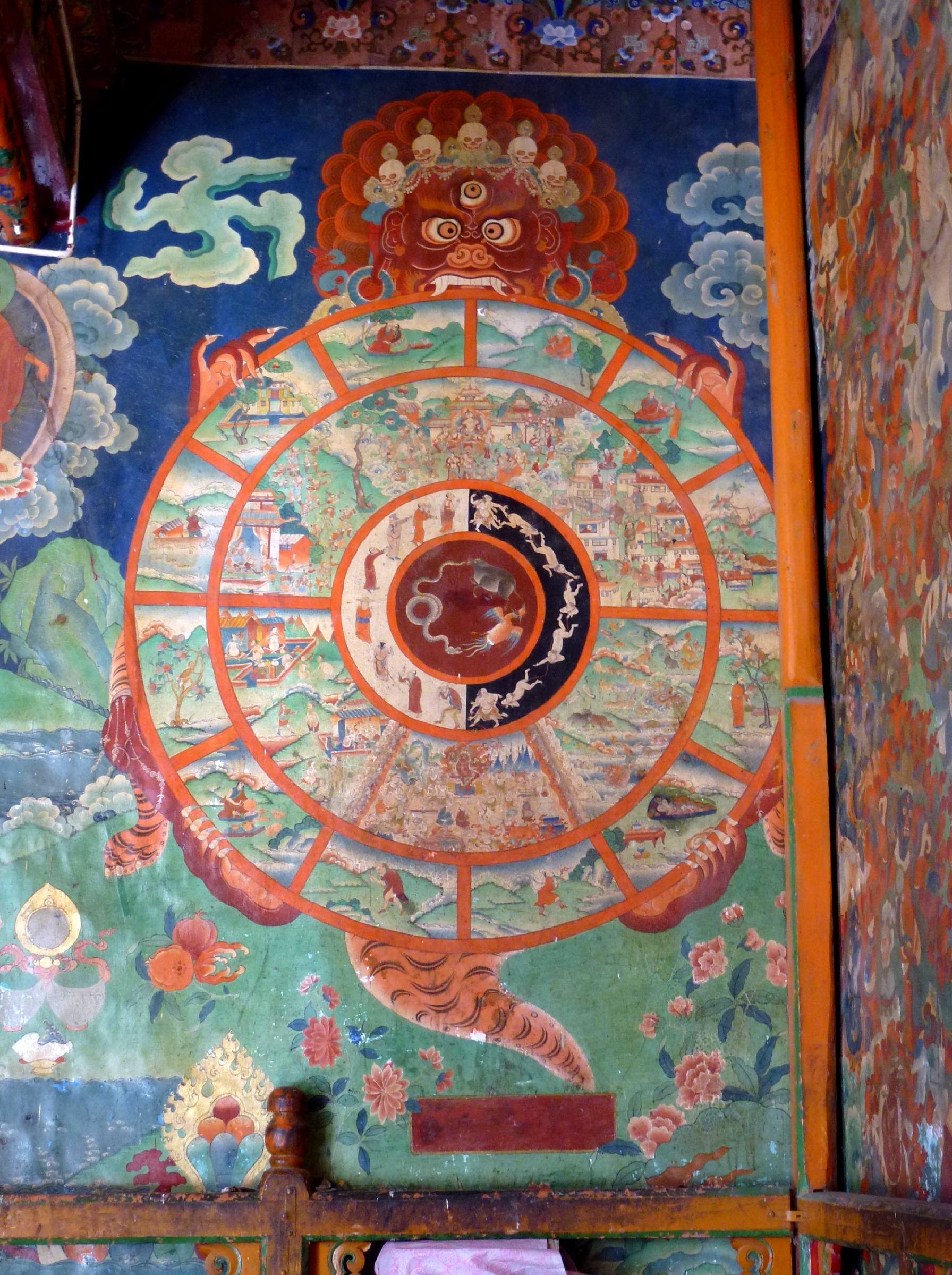
Représentation du « la Roue de l'existence karmique » (bhavacakra).
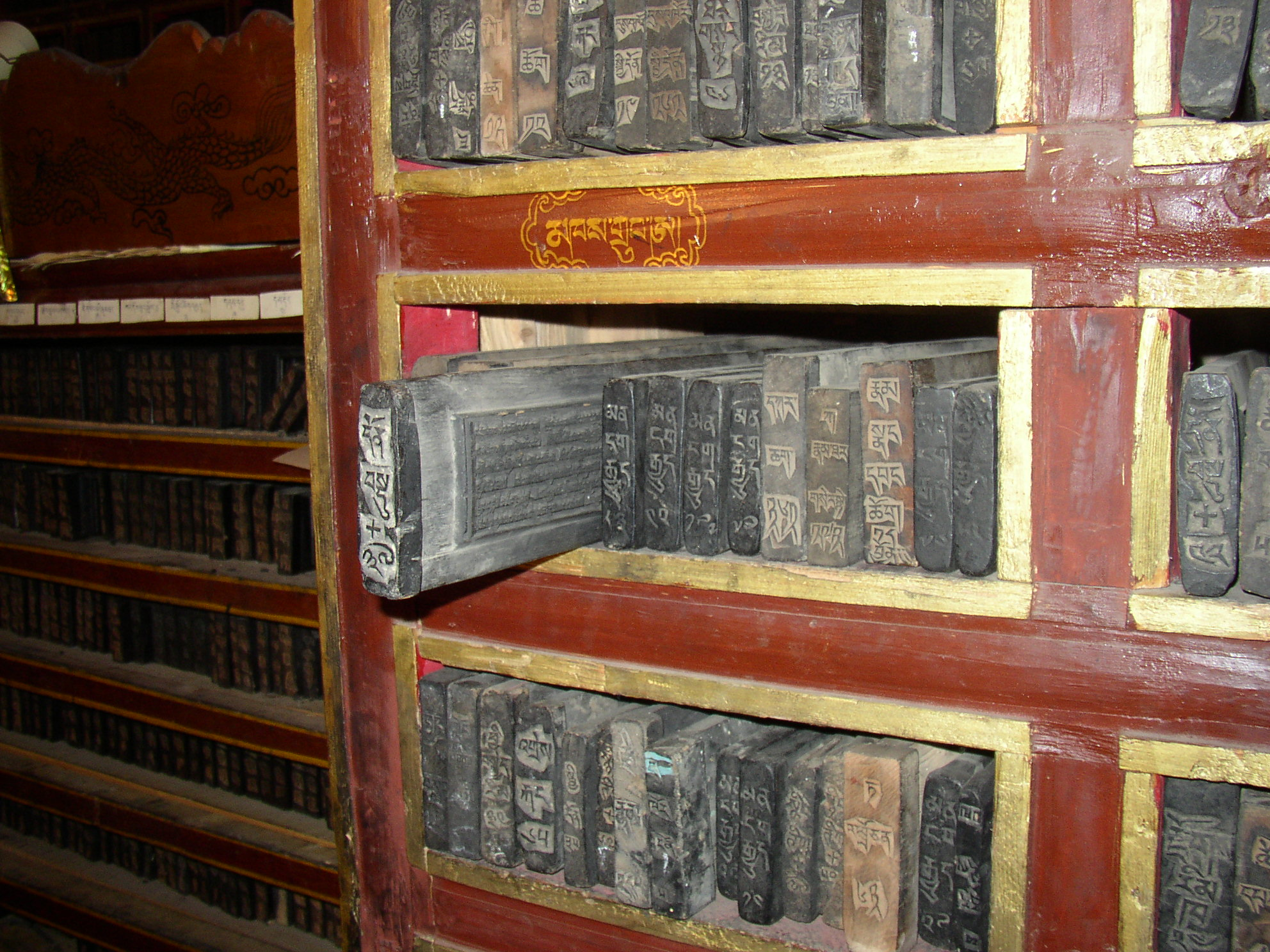
Matrices de livres de prière de la bibliothèque.
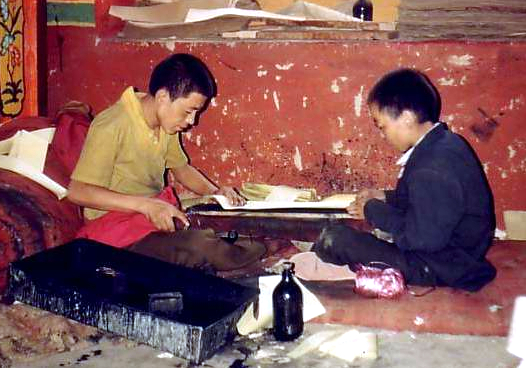
Jeunes enfants besognant à l'impression du Kagyur.

## Rétablissement du monastère en Inde

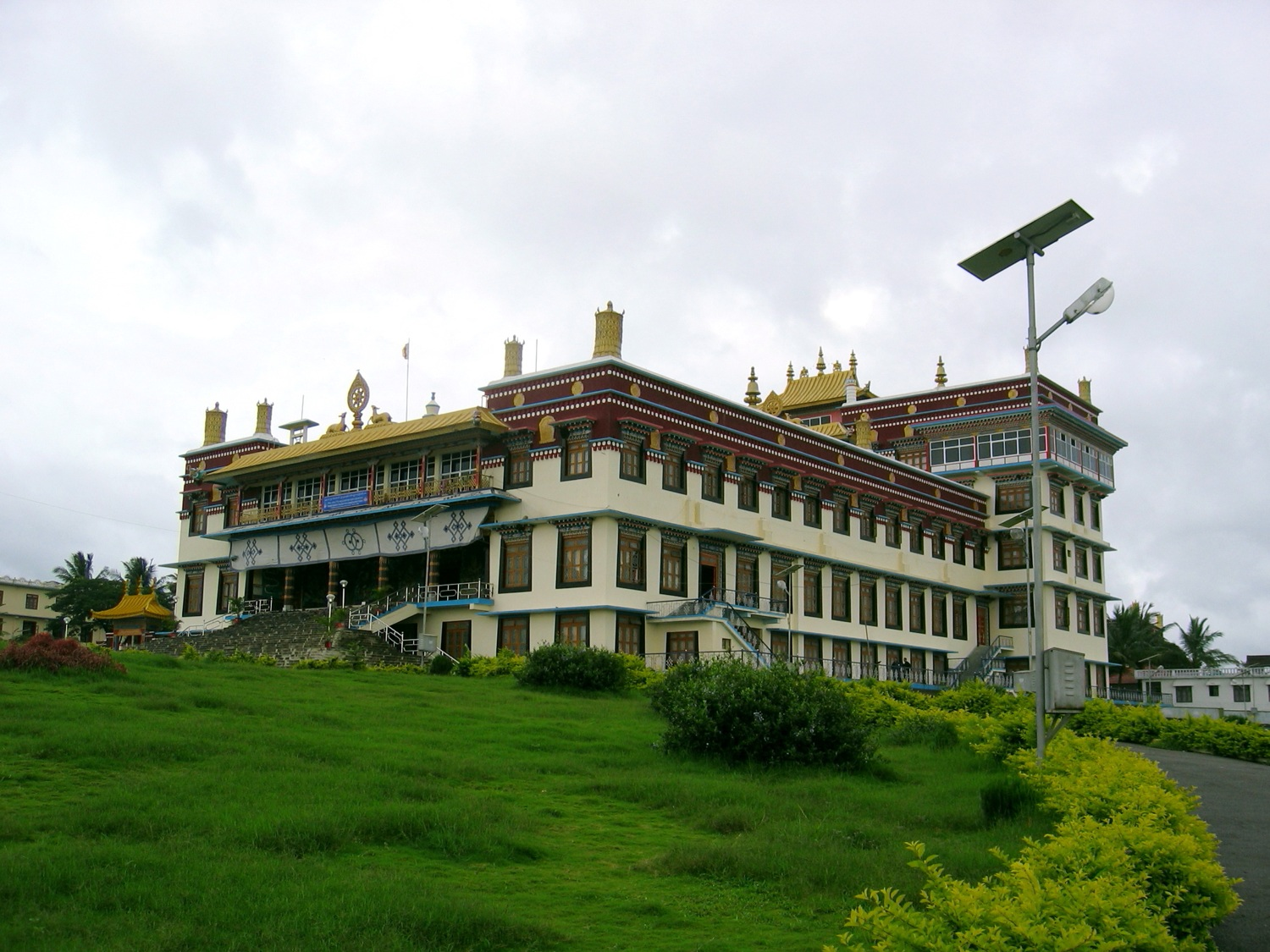
Séra Mey Dratsang, en Inde

Le monastère de Séra a été rétabli en Inde, à Bylakuppe, près de Mysore.
D'après un journaliste du magazine Glow (en), aucun des moines de l'université tantrique de Ngagpa Dratsang n'ayant survécu à l'invasion , seuls les collèges de Séra Mey et Séra Jey ont été refondés en Inde.
Diplômés du collège de Sera Jey connus en Occident : 
- Lama Thubten Yeshe ;
- Geshe Kelzang Gyatso ;
- Lama Zopa Rinpoché.

Diplômés du collège de Sera Mey connus en Occident :
- Pabongka Rinpoché — auteur de la Libération dans la Paume de Vos Mains ;
- Kyabje Trijang Rinpoché — un des enseignants de Tenzin Gyatso, le 14e Dalaï-lama ;
- Sermey Khensur Rinpoché Geshe Lobsang Tharchin — précédent abbé du collège de Séra Mey à Bylakuppe.

Le monastère n'a pas échappé à la controverse sur le culte de Dordjé Shougdèn : pour pouvoir assister aux prières communes et acheter des denrées dans le magasin du monastère, il faut désormais avoir renoncé au culte de la déité.